# سورن کارایان
سورن هاملتی کارایان (Սուրեն Համլետի Կարայան؛ زادهٔ ۲۶ آوریل ۱۹۷۳) یک سیاستمدار، و اقتصاددان اهل ارمنستان است که از تاریخ ۲۷ سپتامبر ۲۰۱۶ تا تاریخ ۲۰۱۸ در دولت کارن کاراپتیان و دولت دوم سرژ سارگسیان سمت وزیر اقتصاد ارمنستان و سپس وزیر توسعه اقتصادی و سرمایه‌گذاری ارمنستان را برعهده داشت.

## زندگی‌نامه
در ۲۶ آوریل ۱۹۷۳ در آچاجور، استان تاووش به دنیا آمد و از دانشگاه دولتی ایروان فارغ‌التحصیل شد. وی همچنین برنده نشان آنانیا شیراکاتسی (۲۰۰۸) شده‌است.